# 叠氮磷酸二苯酯
叠氮磷酸二苯酯，简称，是一种有机合成试剂。无色无爆炸性油状液体。沸点134-136°C；溶于有机溶剂，不溶于水；遇光和接触湿气发生颜色变化和分解。化学性质活泼，作为叠氮化钠的替代物，广泛应用于有机合成当中。

## 制法
由氯代磷酸二苯酯与叠氮化钠反应而得。

## 用途
用于往有机分子中引入叠氮基团。